# Seeadler (Art)
Der Seeadler (Haliaeetus albicilla) ist ein Greifvogel aus der Familie der Habichtartigen (Accipitridae). Seeadler bewohnen gewässerreiche Landschaften Eurasiens von Grönland bis zum Pazifik. Sie ernähren sich überwiegend von Fischen, Wasservögeln und Aas. Die Art wurde in Mittel- und Westeuropa durch menschliche Verfolgung und die Vergiftung durch das Insektizid DDT fast ausgerottet. Seit Mitte der 1980er Jahre nimmt der Bestand in weiten Teilen Europas wieder stark zu.

## Beschreibung

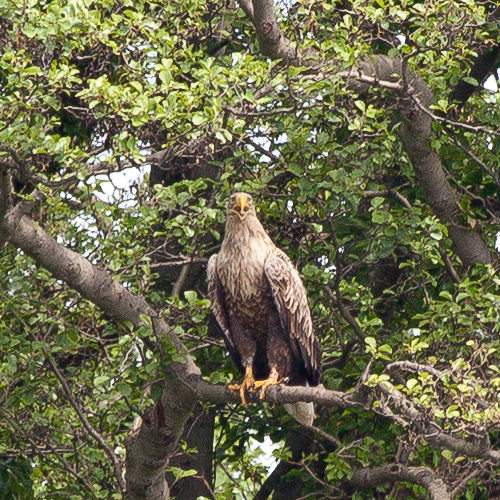
Sitzender Seeadler

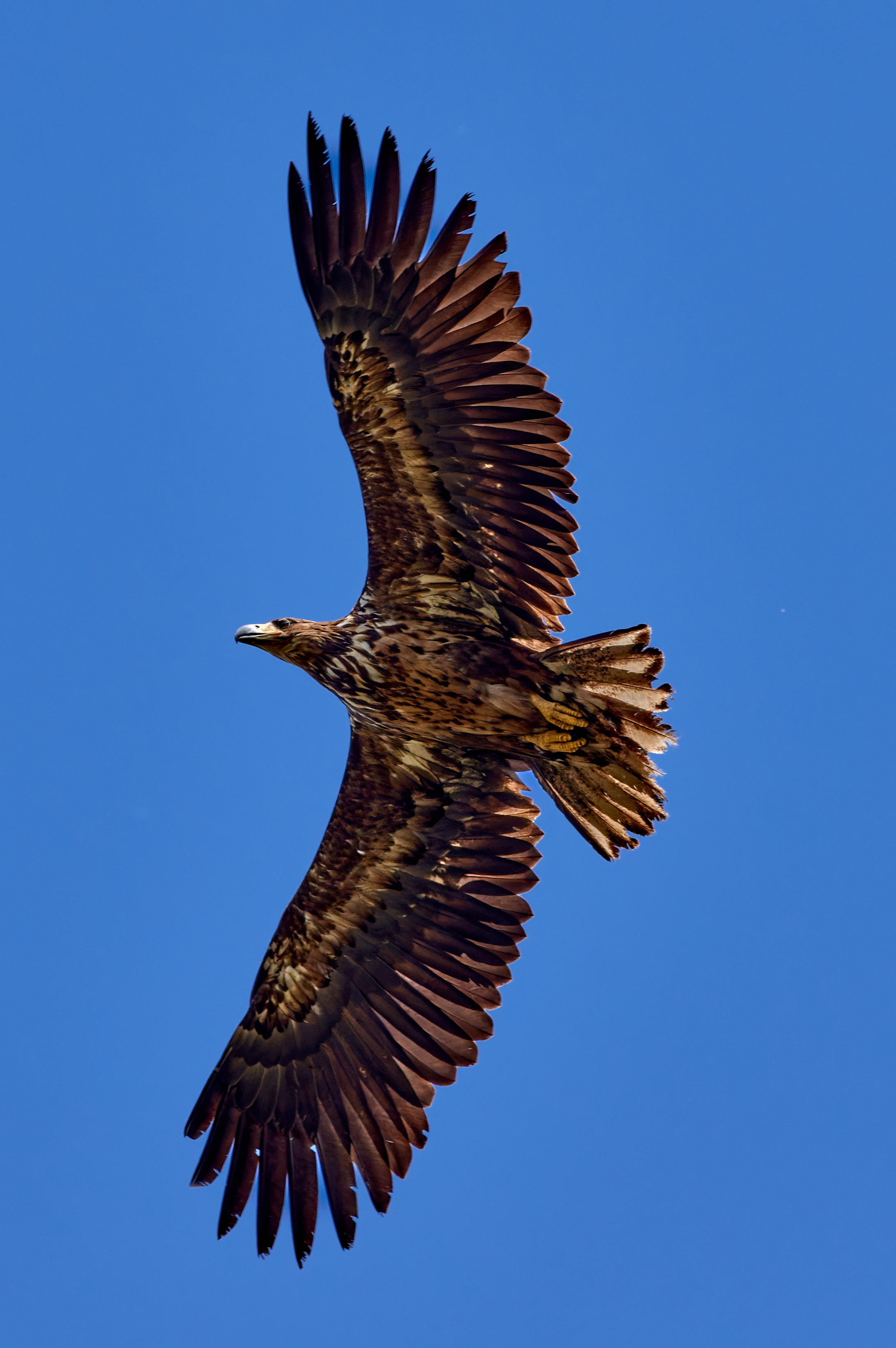
Juveniler Seeadler im Flug

Seeadler gehören zu den größten Greifvögeln Mitteleuropas, im Westen der Paläarktis sind nur Mönchsgeier (Aegypius monachus), Bartgeier (Gypaetus barbatus) und Gänsegeier (Gyps fulvus) größer.
Im Sitzen sind Seeadler selbst auf große Entfernung meist durch ihre Größe, den etwas eckig wirkenden, sehr kräftigen und fast bulligen Körper, den sehr kräftigen und langen Hals, die großen Fänge und die sehr kräftigen Beine erkennbar. Das Gefieder erwachsener Seeadler ist überwiegend braun. Kopf, Hals, obere Brust und oberer Rücken sind gelblich-ockerfarben aufgehellt. Der weiße Stoß ist kurz und keilförmig. Die Fänge sind im Vergleich zu anderen Greifvögeln sehr groß und kräftig und wie die Wachshaut hellgelb. Die Iris der Augen ist ebenfalls hellgelb. Die Beine sind anders als beim Steinadler (Aquila chrysaetos) nicht bis zu den Zehen befiedert.
Im Flug sind Seeadler in Mitteleuropa kaum verwechselbar. Neben der bedeutenden Größe sind der weit vorgestreckte, lange und kräftige Hals und die breiten, brettförmigen und im Segelflug horizontal gehaltenen Schwingen gute Unterscheidungsmerkmale. In größerer Höhe ist der weiße Stoß oft kaum sichtbar, das Flugbild wird dann oft mit „fliegendem Gerüstbrett“ umschrieben. Im aktiven Flug werden die riesigen Schwingen weit nach unten und nach oben durchgeschlagen.
Junge Seeadler sind dunkelbraun, die Fänge und die Wachshaut sind dunkelgrau. Mit jeder Mauser werden sie den adulten Tieren ähnlicher, mit fünf Jahren zeigen sie das vollständige Adultkleid.
Immature Seeadler werden wegen der häufig gut ausgebildeten dunklen Stoßendbinde gelegentlich mit jungen Steinadlern verwechselt. Anhand der sehr unterschiedlichen Körperproportionen und den bei Seeadlern fehlenden hellen Flügelfeldern sind die Arten jedoch gut zu unterscheiden.
Seeadler erreichen eine Körperlänge von 74 bis 92 Zentimetern und eine Flügelspannweite von 193 bis 244 Zentimetern. Die Weibchen werden mit einem Gewicht von 3,7 bis 6,9 Kilogramm und einer Flügellänge von 621 bis 717 Millimetern im Mittel deutlich größer und schwerer als die Männchen mit 3,1 bis 5,4 Kilogramm und einer Flügellänge von 552 bis 652 Millimetern.
Für den Seeadler werden heute keine Unterarten beschrieben. Früher wurden die Seeadler auf Grönland als eigene Unterart von der Nominatform abgetrennt, auch diese Trennung wird jedoch heute nicht mehr aufrechterhalten. Genetische Studien haben die relativ enge Verwandtschaft der grönländischen Seeadler mit Seeadlern aus Westeuropa bestätigt. Vermutlich geht der grönländische Bestand auf eine Besiedlung durch europäische Seeadler nach der Klimaerwärmung seit der letzten Eiszeit (< 15.000 Jahre) zurück. Allerdings scheinen die Seeadler auf Island und Grönland heutzutage nicht durch Genfluss mit europäischen Seeadlern verbunden zu sein.
In Aussehen, Verhalten und Ökologie ähnelt der Seeadler sehr dem amerikanischen Weißkopfseeadler. Einige Autoren vereinigen diese beiden Arten daher zu einer Superspezies.

## Lautäußerungen
Der Balz-„Gesang“ des Seeadlers ist eine relativ hohe und etwas heisere, oft im Duett geäußerte Rufreihe wie „klü, klü, klü, klü, klü“ oder „rick, rick rick“, die zum Ende hin höher wird; dabei wird der Kopf nach oben geworfen. Die Rufreihe ähnelt auf größere Entfernung dem Ruf des Schwarzspechtes. Der Ruf wird fast nur in Horstnähe und dort vor allem in der Morgen- und Abenddämmerung geäußert. Bei Störungen am Horst rufen die Altvögel anhaltend heiser und abgehackt „ak, ak, ak, ak, ak“, denselben Ruf äußern die Jungvögel im Horst bei Annäherung.

## Verbreitung und Lebensraum
Die Verbreitung des Seeadlers erstreckt sich in einem breiten Streifen über die gemäßigten, borealen und arktischen Zonen Europas und Asiens von Island über Irland bis Kamtschatka und Japan. Außerdem ist Grönland von der Art besiedelt. In Europa reicht das Brutgebiet in Nord-Süd-Richtung von der Nordspitze Norwegens bis in den Norden Griechenlands. In Mittelasien folgt die Nordgrenze der Verbreitung etwa der nördlichen Grenze der Taiga, im Süden liegt die Verbreitungsgrenze in Israel, der Türkei, dem Irak, Iran und Kasachstan.
Der Seeadler ist an große Gewässer, also Küsten, große Seen und Flüsse gebunden. Im Binnenland Mitteleuropas sind Seeadler vor allem Bewohner der „Wald-Seen-Landschaften“. In Deutschland werden die höchsten Siedlungsdichten im Bereich der Müritz in Mecklenburg-Vorpommern sowie in der Oberlausitz Sachsens erreicht.

## Wanderungen
Adulte Seeadler sind in fast ganz Europa Standvögel und bleiben ganzjährig in ihrem Revier. Junge und immature Seeadler streifen ebenso wie adulte revierlose Vögel auf der Suche nach günstigen Ernährungsmöglichkeiten weiträumig in Europa umher. Die Seeadler im Norden Russlands und Sibiriens sind Zugvögel. Sie überwintern auf Hokkaidō und in Korea, in Süd-China und im Norden Indiens, in Pakistan und weiter westlich häufig am Kaspischen Meer, selten in Arabien, der Türkei und auf Zypern.
In Österreich gab es im Winter 2011/2012 fünf Hauptüberwinterungsgebiete. Diese waren die March-Thaya-Auen im Grenzgebiet zur Slowakei und Tschechien, die Parndorfer Platte im Norden des Burgenlandes, der burgenländische Seewinkel inkl. des Grenzgebietes zu Ungarn (Hanság), die Donau-Auen bei Wien und das nordöstliche Waldviertel. Im Februar 2012 zählte der WWF in Österreich 159 überwinternde Seeadler.

## Ernährung

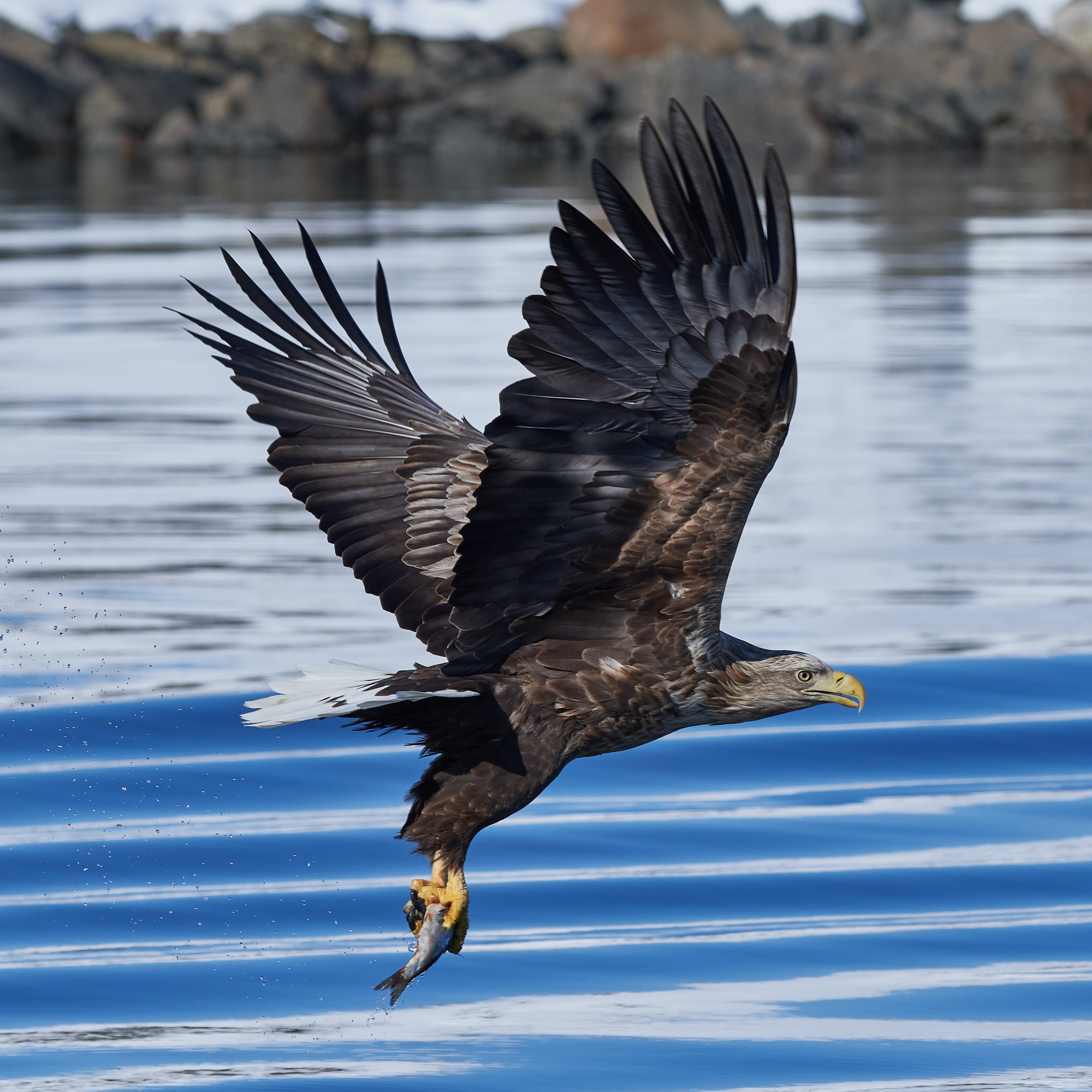
Seeadler mit Fisch am Raftsund, Lofoten/Norwegen

Der Seeadler ernährt sich während der Brutzeit vor allem von Fischen und Wasservögeln, auch Aas wird gern genommen, lebende Säuger spielen meist nur eine untergeordnete Rolle. Fische werden häufig selbst erbeutet, Seeadler fressen jedoch auch tote und halb verweste Fische. Die im jeweiligen Lebensraum häufigsten Arten dominieren meist auch im Nahrungsspektrum des Seeadlers.
In Schleswig-Holstein bilden Fische 73 % und Wasservögel 24 % der Beute. Die übrigen 3 % sind Säuger, vor allem Kaninchen und Feldhasen. Unter den Fischen sind Bleie mit 24 %, Karpfen mit 23 % und unbestimmte Karpfenfische (Cyprinidae) mit 29 % dominierend. Die am häufigsten erbeuteten Wasservögel sind Blässhuhn (56 %), Graugans (10 %) und Stockente (6 %).
Im Winterhalbjahr steigt der Anteil der Wasservögel beträchtlich an und macht im mitteleuropäischen Binnenland etwa 80 % der Beute aus. Insbesondere im Winter spielt auch Aas eine bedeutende Rolle.
Die Fischbeute der an der finnischen Ostseeküste lebenden Seeadler besteht zur Brutzeit vor allem aus Hecht und Aland, unter den Vögeln dominieren hier Eiderente und verschiedene Säger (Mergus sp.), wobei die Anteile regional stark variieren. Auf den Åland-Inseln im Südwesten Finnlands waren Eiderenten mit 19,4 % die häufigste Beute, gefolgt von Hecht (15,5 %), verschiedenen Sägern (11,1 %), Aland (6,4 %) und Reiherente (4,4 %). In der Umgebung der Stadt Vaasa an der Westküste Finnlands dominierten Hechte mit 31,7 % die Beuteliste, gefolgt von Sägern (10,7 %), der Eiderente (10,5 %) und der Reiherente (8,7 %).
Auf der nordrussischen Kola-Halbinsel leben Seeadler zur Brutzeit vor allem von Alanden (49,1 %), gefolgt von Hechten (16,7 %). Wasservögel machten hier 20,3 % der Beuteliste aus, Säuger 4,9 %.
Auch im äußersten Osten des Verbreitungsgebietes dominieren Fische in der Nahrung. Am unteren Amur machten 4 Fischarten (Giebel, Amur-Hecht (Esox reicherti), Amur-Wels (Parasilurus asotus) und Amur-Stachelwels (Pelteobagrus fulvidraco)) zur Brutzeit 93,8 % der Beute aus.

## Beuteerwerb
Die Methoden des Seeadlers beim Beuteerwerb sind sehr vielfältig. Seeadler nutzen zur Nahrungssuche an Gewässern bevorzugt störungsarme Sitzwarten, von denen aus sie stundenlang auf eine Gelegenheit zum Beuteerwerb warten. Die einfachste „Jagdmethode“ ist das Absammeln halbtoter oder toter Fische von der Wasseroberfläche. Ebenso wie lebende Fische werden diese vom niedrig über dem Wasser fliegenden Adler im Vorbeiflug aus dem Wasser gegriffen. Große Fische mit einem Gewicht von mehr als 2 Kilogramm werden in Ufernähe im Wasser gegriffen und festgehalten. Dabei kann der Adler in tieferem Wasser einige Minuten mit ausgebreiteten Flügeln auf dem Wasser liegen. Wenn der Fisch sich müde gekämpft hat, schwimmt der Adler mit seiner Beute an Land.

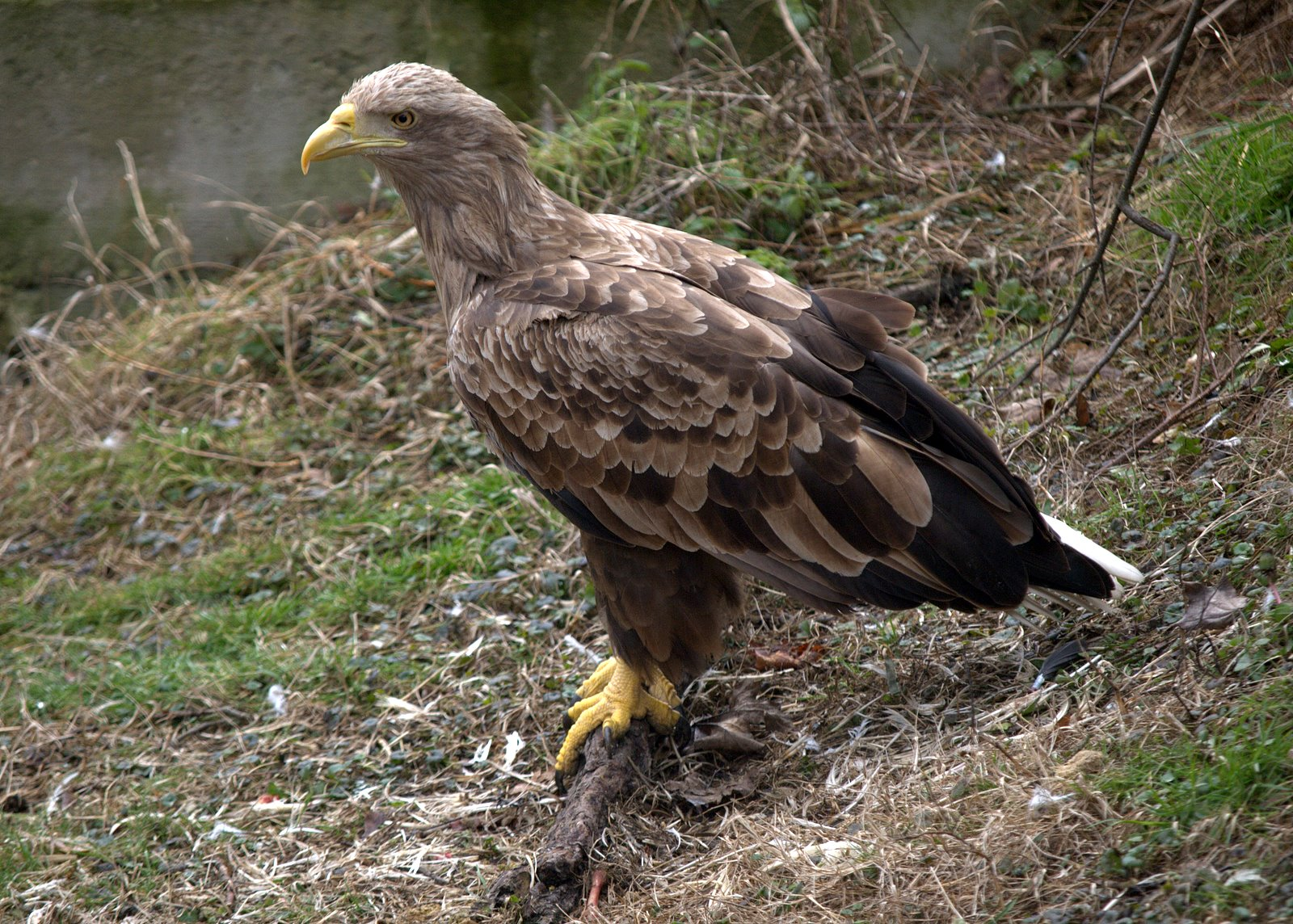
Seeadler in Gefangenschaft

Gesunde Enten und Gänse fliegen beim Angriffsflug eines Seeadlers sofort auf und werden dann nicht weiter verfolgt. Die Adler nutzen dabei jedoch günstige Gelegenheiten, beispielsweise angeschossene oder kranke Vögel, im Sommer vor allem noch nicht flügge Jungvögel und flugunfähige Vögel in Vollmauser, im Winter zum Beispiel im Eis festgefrorene Vögel. Blässhühner fliegen beim Angriff eines Seeadlers nicht auf, sondern schließen sich dicht zusammen und laufen als geschlossene Gruppe flügelschlagend über das Wasser. Das dabei entstehende Rauschen ist weit zu hören. Winterliche Ansammlungen von Wasservögeln in Eislöchern ziehen oft größere Zahlen von Seeadlern an. Die Adler rütteln dann schwerfällig über dem Eisloch und erbeuten die Wasservögel durch gezielte Stoßflüge.
Einzelne Tauchenten, Lappentaucher oder Blässhühner, die sich Angriffen durch Abtauchen entziehen, werden durch den immer wieder angreifenden Adler so lange zum Tauchen gezwungen, bis sie erschöpft sind, und dann gegriffen. Diese Jagdmethode ist besonders effizient, wenn beide Partner eines Paares abwechselnd angreifen.
Zur Brutzeit werden Kolonien von Kormoranen und Graureihern, in Nordeuropa auch von Lummen und anderen Seevögeln, von Seeadlern regelmäßig aufgesucht und Jungvögel aus den Nestern erbeutet. In Kormorankolonien sammeln Seeadler auch auf dem Boden die von den Kormoranen ausgewürgten Fische ein. Erst in den letzten Jahren wurde bekannt, dass Seeadler auch regelmäßig Greifvogelnester ausnehmen. Mehrfach wurden in Seeadlernestern zum Beispiel tote oder sogar noch lebende nestjunge Mäusebussarde gefunden.
Vor allem im Winter suchen Seeadler systematisch nach Aas. Dabei werden auch große Säuger wie Rothirsche und Wildschweine genutzt. Die Adler beobachten unter anderem Kolkraben und Krähen, die sich an solchen Kadavern oft in großen Schwärmen sammeln. An Bahnlinien fressen Seeadler regelmäßig überfahrene Tiere, in Gebieten mit regelmäßigen Jagden suchen Seeadler oft nach liegengelassenen Organen der erlegten Tiere, dem Aufbruch. Beides ist für die Adler jedoch nicht ungefährlich (siehe Abschnitt Mortalität).
Seeadler versuchen also meist mit möglichst wenig Aufwand Nahrung zu erlangen und wirken dabei oft plump und träge, andererseits werden die Geschwindigkeit und die Wendigkeit, die dieser Adler entwickeln kann, oft unterschätzt. Im normalen Schlagflug fliegen Seeadler mit rund 60 km/h und sind ohne weiteres in der Lage, beispielsweise Kolkraben einzuholen. Die Erbeutung von Graureihern und Gänsen im freien Luftraum ist mehrfach beobachtet worden. Seeadler parasitieren auch sehr geschickt bei anderen Arten, vor allem Fischadlern (Pandion haliaetus) wird regelmäßig die Beute abgejagt. Funde von kleineren Vögeln wie adulten Eichelhähern, Elstern oder Waldschnepfen in Seeadlerhorsten haben gezeigt, dass offensichtlich auch mittelgroße Greifvogelarten wie Habicht oder Wanderfalke von Seeadlern parasitiert werden.

## Sozialverhalten

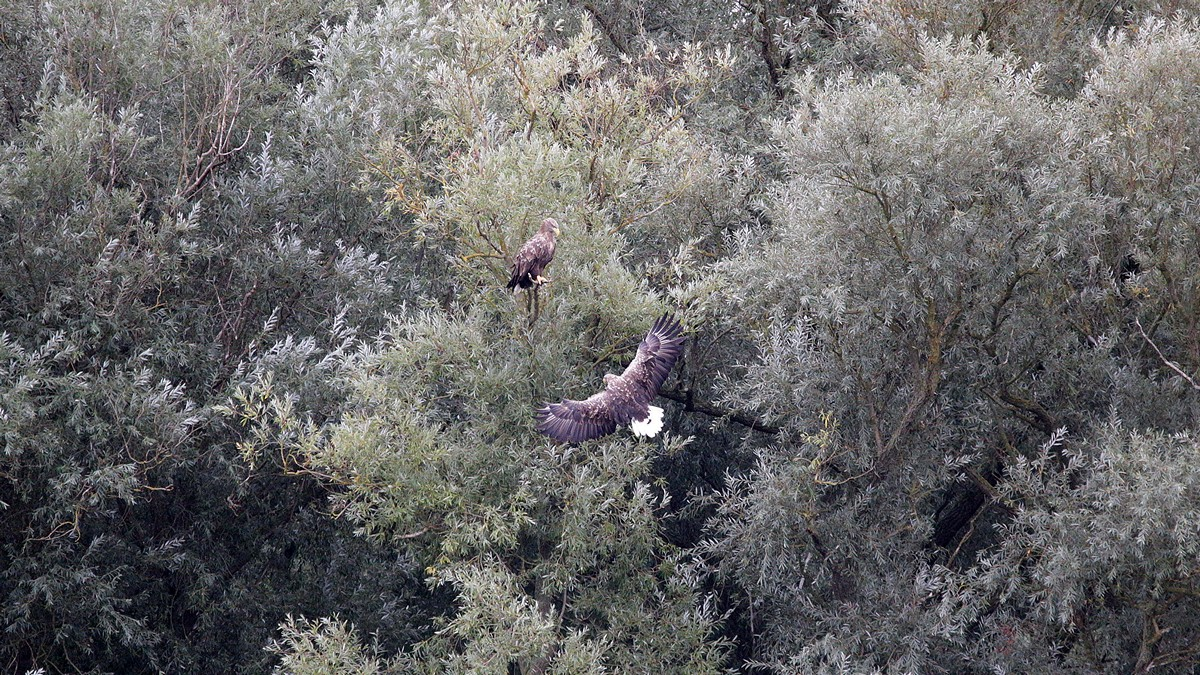
Seeadlerpaar in Mecklenburg

Alte Seeadlerpaare leben in Dauerehe zusammen und zeigen vor allem im Winter beeindruckende Balzflüge. Bei den Balzflügen wechseln Synchronflüge, gemeinsames Kreisen und spielerisches Aufeinanderstoßen einander ab. An sonnigen Tagen mit starkem Wind ist die Flugaktivität besonders groß.
Junge und noch nicht ausgefärbte Artgenossen werden von territorialen Altvögeln meist ignoriert und im Revier geduldet. Ausgefärbte Fremdadler werden jedoch sofort heftig angegriffen und aus dem Revier vertrieben. Der angegriffene Fremdadler verlässt im Normalfall so schnell wie möglich das Revier des Paares. Regelmäßig werden in Brutrevieren jedoch Seeadler gefunden, die bei innerartlichen Beschädigungskämpfen schwer verletzt oder getötet wurden. Vermutlich kommt es zu solchen Kämpfen, wenn der revierbesitzende Vogel durch hohes Alter, kleine Verletzungen oder Ähnliches geschwächt ist und der eindringende Vogel eine Chance auf die Übernahme des Reviers sieht.
Junge und immature Adler schließen sich insbesondere an nahrungsreichen Stellen zu größeren Gruppen zusammen und nutzen gemeinsame Schlafplätze. An Stellen mit hohem Nahrungsangebot, wie zum Beispiel beim Abfischen in Teichanlagen oder an großen Kadavern, finden sich daher oft 20 und mehr Seeadler ein. Innerhalb dieser Gruppen sind spielerische Balgereien um Beute oder die besten Ruheplätze häufig.

## Fortpflanzung

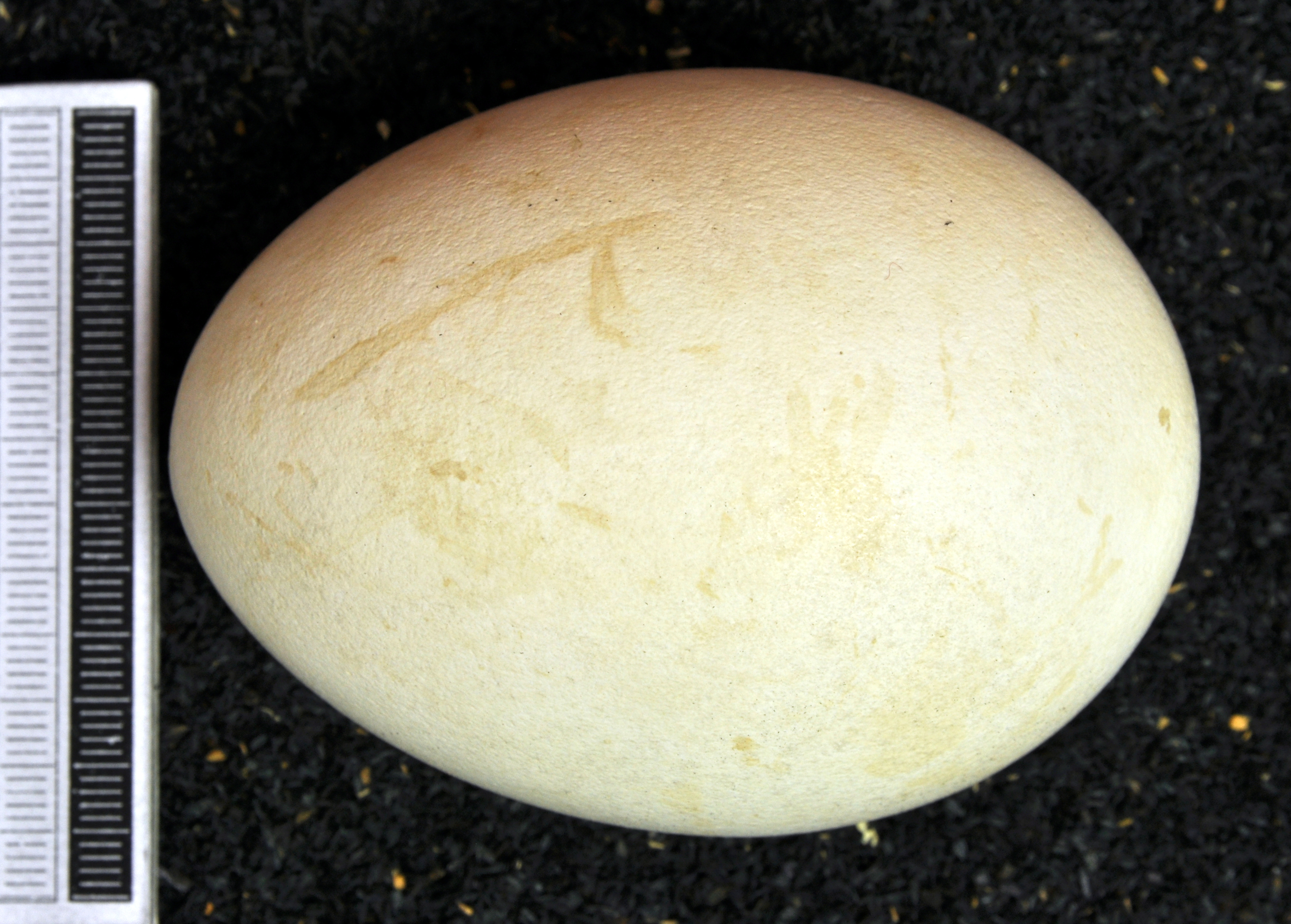
Ei, Sammlung Museum Wiesbaden

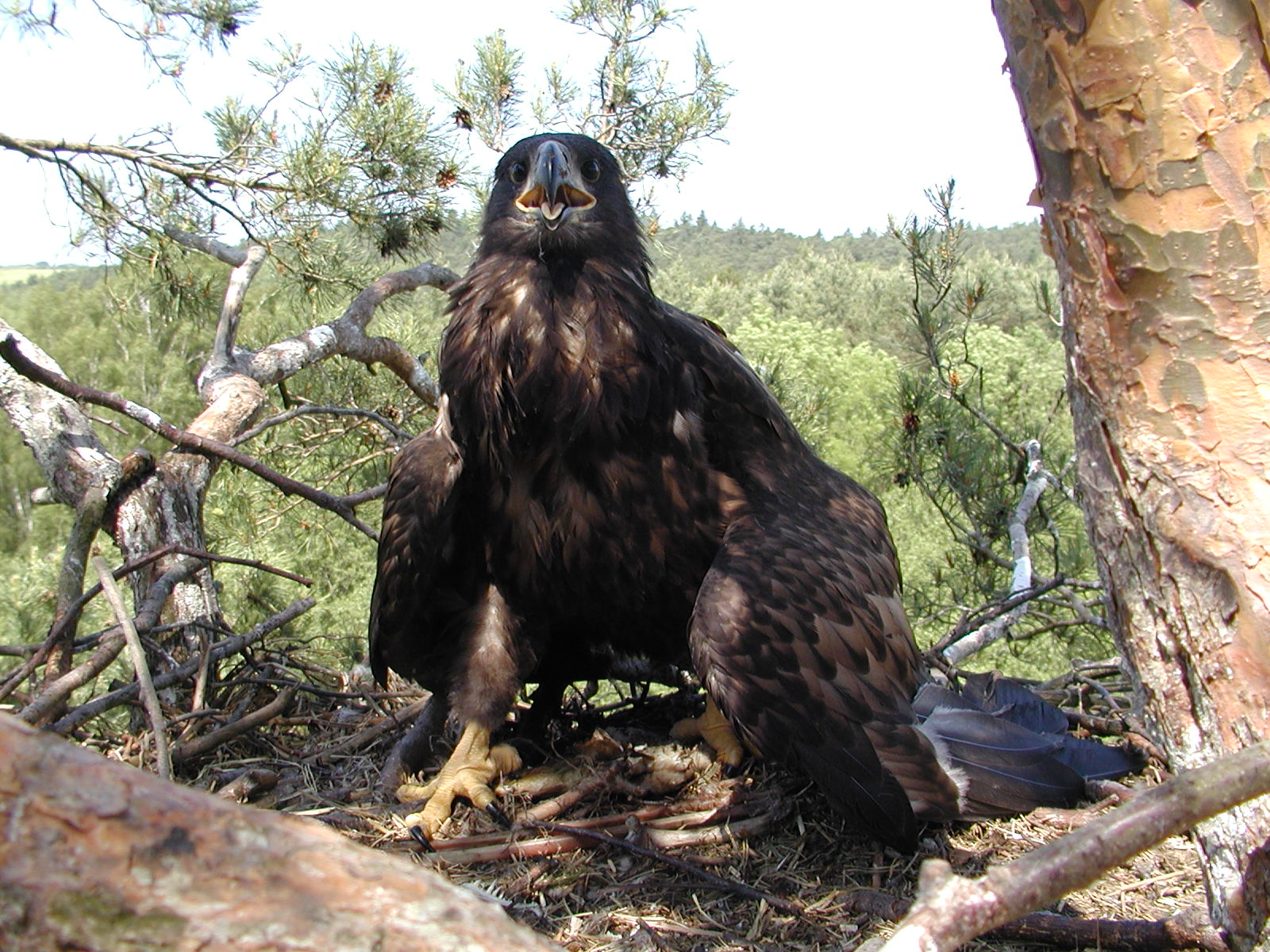
Junger, etwa 60 Tage alter Seeadler auf dem Horst

Seeadler errichten sehr große Horste aus Ästen. Die Nestmulde wird mit Gras und Moos ausgekleidet. In Mitteleuropa werden zur Horstanlage alte Bäume benutzt, in Norddeutschland vor allem Rotbuchen, in Ostdeutschland neben der Rotbuche vor allem Waldkiefern. Neue Horste haben einen Durchmesser von etwa 1,2 bis 1,5 Metern und eine Höhe von 50 bis 80 Zentimetern, alte und über Jahrzehnte genutzte Horste können einen Durchmesser von zwei Metern, eine Höhe von drei bis fünf Metern und ein Gewicht von 600 Kilogramm erreichen. An den Küsten Nordeuropas, zum Beispiel in Norwegen, brüten viele Seeadler in Felswänden, auf abgelegenen und baumlosen Inseln auch auf dem Boden. Viele Reviere weisen einen oder mehrere Wechselhorste auf, die abwechselnd oft über Jahrzehnte genutzt werden.
In Mitteleuropa beginnt die Brut zwischen Mitte Februar und Mitte März. Das Gelege besteht aus ein bis drei weißen Eiern, die Brutzeit beläuft sich auf ca. 38 Tage. Die Jungvögel erreichen nach rund 75 Tagen das Ästlingsstadium und nach 80 bis 90 Tagen können sie schon kurze Strecken fliegen.

## Alter der Brutvögel
Die Sterblichkeit in den ersten Lebensjahren ist verglichen mit kleineren Greifvogelarten sehr gering. Bei einer Studie in Norwegen wurden nestjunge Seeadler mit Satellitensendern versehen, mindestens 86 % aller Jungvögel überlebten die ersten zwei Lebensjahre. In Finnland wurde die Sterblichkeit anhand von Ablesungen beringter Vögel an Fütterungsstellen berechnet, sie betrug bis zum ersten Winter (also von der Beringung bis zum Winter im Jahr der Beringung) 14 %, vom ersten bis zum zweiten Winter 7 % und vom zweiten bis zum dritten Winter 4 %. Vergleichbare Untersuchungen liegen aus Mitteleuropa bisher nicht vor.
Angaben zum durchschnittlichen Alter von Brutvögeln liegen bisher aus Schleswig-Holstein vor. Im Jahr 2006 wurden 35 beringte Brutvögel identifiziert, diese hatten ein Alter von 4–20 Jahren, im Mittel 10,3 Jahre. Der überwiegende Teil der Vögel (80 %) war zwischen 6 und 14 Jahre alt.
Die wichtigste natürliche Verlustursache sind Verletzungen bei Revierkämpfen.

## Mortalität
Die Mortalität in Mitteleuropa ist aktuell überwiegend auf menschliche Einflüsse zurückzuführen. Hierzu gehören insbesondere Todesfälle infolge von Bleivergiftungen durch die Aufnahme von Bleipartikeln aus Jagdgeschossen, welche sich durch die starke Magensäure auflösen und in die Blutbahn gelangen, Kollisionen mit Eisenbahnen, Oberleitungen und Windrädern sowie Stromschläge an Hochspannungsleitungen. Die Häufigkeiten solcher Todesfälle können regional sehr unterschiedlich sein. So ist in Schleswig-Holstein, einem Bundesland mit hohem Anteil an Windkraftanlagen, die Kollision mit Windrädern die mit Abstand häufigste aufgeklärte Todesursache.
Von 87 zwischen 1998 und 2006 verletzt oder geschwächt gefundenen Seeadlern aus Deutschland hatten 33 % eine Bleivergiftung, 12 % waren mit technischen Anlagen kollidiert, 5 % waren Opfer von Stromschlägen. Weitere 22 % wiesen ebenfalls Anflugverletzungen wie Knochenbrüche und Ähnliches auf, ohne dass die Ursachen ermittelt werden konnten, da viele dieser Vögel offenbar schon tage- oder wochenlang flugunfähig gewesen waren und weite Strecken zu Fuß zurückgelegt hatten. Verletzungen durch innerartliche Revierkämpfe wurden bei 9 % der Fundtiere festgestellt, sie traten nur bei adulten und immaturen Adlern auf. Im Unterschied zu kleineren Greifvogelarten, bei denen die größte Sterblichkeit bei Jungvögeln im ersten Lebensjahr auftritt, waren hier 43 % der gefundenen Vögel adult, weitere 18 % waren immatur und nur 39 % waren im Nestlingsalter oder im Jugendkleid. Von den 23 in dieser Studie erfassten nestjungen und eben flüggen Seeadlern hatten zudem 11 das Pinching-Off-Syndrom, eine vermutlich genetisch bedingte schwere Befiederungsstörung. Ohne diese bisher nur in Mittel- und Westeuropa auftretende Erkrankung wäre der Anteil der Jungvögel noch deutlich geringer gewesen.
Bleivergiftungen sind zum einen auf Bleischrot zurückzuführen, wie er für die Jagd auf Wasservögel, Tauben, Fasane, Füchse verwendet wird, aber vor allem auf bleihaltige Kugelmunition, mit der Paarhufer (u. a. Rehe, Hirsche und Wildschweine) erlegt werden. Diese Projektile zersplittern beim Aufprall und kontaminieren große Teile des Tierkörpers mit Bleisplittern. Seeadler suchen insbesondere im Winter systematisch nach Aas und nutzen dann die am Ort der Erlegung vom Jäger zurückgelassenen Innereien sowie Tiere, die beschossen und trotz Nachsuche nicht gefunden wurden. Die sauren Magensäfte des Seeadlers lösen Blei sehr schnell auf, es gelangt in die Blutbahn. Das toxische Schwermetall schädigt unter anderem das Zentralnervensystem und die Blutbildung der Adler. Dies führt häufig zu zentralnervösen Ausfallerscheinungen bis zur völligen Blindheit. Die Störung der Blutbildung führt zu Sauerstoffmangel, viele der Adler ersticken daher. Wissenschaftler gehen davon aus, dass auch ein Teil der Kollisionen mit anthropogenen Strukturen wie Zügen oder Windrädern auf durch Bleivergiftungen ausgelöste Verhaltensstörungen zurückzuführen ist. Bleifreie Alternativmunition ist seit längerem verfügbar. Erste Schritte zum Verbot bleihaltiger Kugelmunition haben bisher die Landesforstverwaltungen der Länder Berlin und Brandenburg unternommen.
Im Winter 2016/2017 kam es in Mecklenburg-Vorpommern, Schleswig-Holstein, Niedersachsen und Hamburg zu mindestens 17 gesicherten Todesfällen infolge einer Infektion mit dem Influenzavirus H5N8.

## Bestandsentwicklung und Gefährdung

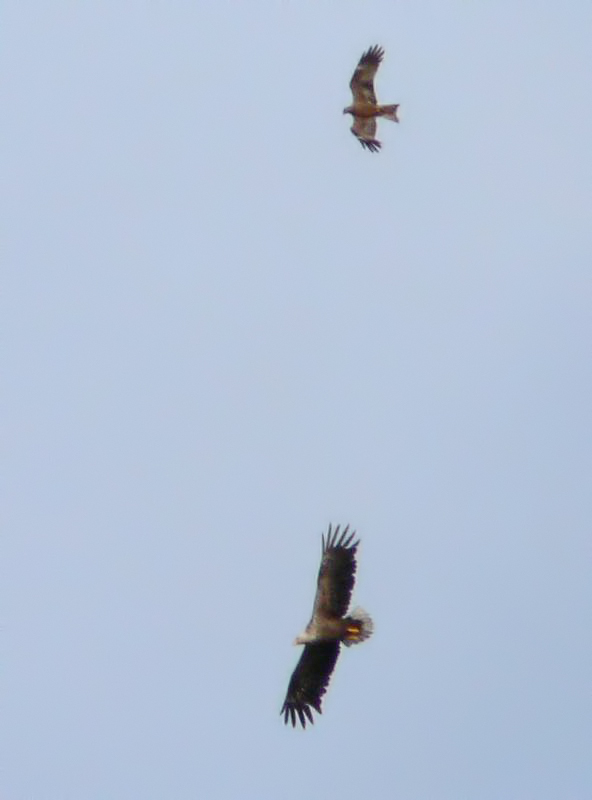
Adulter Seeadler (unten) mit Rotmilan

Im Rahmen der allgemein praktizierten Verfolgung aller Greifvögel etwa ab Mitte des 17. Jahrhunderts wurden auch Seeadler in weiten Teilen ihres Verbreitungsgebietes intensiv verfolgt. Bis Anfang des 20. Jahrhunderts waren sie in ganz Westeuropa ausgerottet, die westlichsten Vorkommen gab es in Mitteleuropa zu dieser Zeit in den heutigen Bundesländern Mecklenburg-Vorpommern und Brandenburg. Auch die Vorkommen in Skandinavien und Finnland waren bis auf kleine Reste verschwunden. Ab Anfang des 20. Jahrhunderts gab es erste Schutzbemühungen, die in den 1920er Jahren vor allem durch ein Buch von Bengt Berg, Die letzten Adler, in ganz Europa erheblich verstärkt wurden. Die Bestände zeigten durch die Jagdverschonung deutliche Zuwächse. In dieser Zeit wurde unter anderem Schleswig-Holstein (1947) und Dänemark (1952) wieder besiedelt.
In den 1950er und 1960er Jahren kam es wieder zu einer rapiden Abnahme der Bestände, da die Vögel kaum noch Nachwuchs bekamen. Dies lag an den Folgen der Verwendung von DDT. Das nach 1945 weltweit häufig eingesetzte Insektizid DDT und dessen Metabolit DDE reicherte sich über die Nahrungskette besonders in aquatischen Lebensräumen stark an und führte beim Seeadler und anderen Greifvögeln zu dünnen Eierschalen. Die Eier zerbrachen während der Brut oder starben ab. Mit dem Verbot von DDT ab Anfang der 1970er Jahre erholten sich die Bestände wieder, seit 1990 zeigen viele Populationen, darunter auch die deutsche, ein starkes Wachstum und eine deutliche Ausbreitungstendenz. So stieg die Zahl der Brutpaare in Deutschland von 185 im Jahr 1990 auf 470 im Jahr 2004, 2007 wurden 575 Brutpaare in Deutschland gezählt. 2018 wurden in Deutschland 700 Brutpaare gezählt, davon 391 in Mecklenburg-Vorpommern. Das entspricht einem jährlichen Zuwachs um 20 %. Ähnliche Entwicklungen fanden in Polen, Finnland und Schweden statt. Wieder besiedelt wurden unter anderem Tschechien (1984), Niedersachsen (1987), Dänemark (1995), Österreich (2001), Bayern (2006) und die Niederlande (2006). Bestandsschätzungen gehen derzeit weltweit von bis zu 12.000 Brutpaaren aus.
Genetische Studien haben gezeigt, dass der lokale Schutz von Seeadlern ein großer Erfolg für den Naturschutz war. Verbot der DDT-Nutzung, lokaler Nestplatzschutz, Winterfütterung und die unzähligen weiteren Schutzmaßnahmen in vielen Ländern führten insgesamt dazu, dass sich die Seeadlerbestände regional
erholten. Dies führte dazu, dass trotz der massiven Bestandsrückgänge während des 19. und 20. Jahrhunderts viel genetische Variation erhalten blieb. Diese Tatsache sehen Naturschutzbiologen als wichtigen Faktor für das langfristige Überleben der Art an.
Die IUCN hat den Seeadler bis 1993 als „gefährdet“ geführt, 1994 wurde die Art wegen der Bestandszunahmen auf „potenziell gefährdet“ und 2005 auf „nicht gefährdet“ heruntergestuft. In einigen Bundesländern ist der Seeadler seit 2015 allerdings als „stark gefährdet“ eingestuft worden.
Eine erste in neun Ländern koordinierte Zählung durch 300 Menschen entlang der gesamten Donau am Sonntag, 12. Januar 2014, ergab, dass 3000 Fluss-Kilometer winters von 750 Exemplaren dieser Art bevölkert werden. Auf etwa 400 km Fließstrecke in (oder an) Österreich wurden 35 Stück seines Wappenvogels gezählt, der hier seit 1946 nach gezielter Verfolgung als ausgestorben galt, doch nach Schutzmaßnahmen seit 2001 wieder brütet. 2025 ist die Seeadler-Population in Österreich auf etwa 90 Paare mit eigenem Revier angewachsen – davon haben im Jahr 2024 etwa 70 Paare gebrütet.